# Абу Абдаллах III
Абу Абдаллах III Мухаммад аль-Мутавакіль (араб. أبو عبد الله المتوكل الزياني; д/н — 15 квітня 1470) — 20-й султан Держави Заянідів в 1462—1470 роках.

## Життєпис
Син Абу Заян Мухаммада аль-Мустаїна, сина султана Абу Табіта II (за менш поширеною версією був сином султана Абу Аббаса Ахмада I) та Умми аль-Азіз бент Мухаммад з династії Заянідів.
У 1438 році разом з батьком Абу Заяном повстав проти султана Абу Аббаса Ахмада I. Їх підтримав впливовий арабський клан бану-амар. 1439 року повсталим вдалося захопити міста Алжир, Тенесі, Міліану, Мітіджу і Медеа. Проте 1440 року внаслідок повстання в Алжирі загинув Абу Заян. Абу Абдаллах не зміг відновити владу в Алжирі. Втім зберіг контроль над підвладними землями. Для зміцнення свого становища оженився на Малухі, доньки шейха Умар бен Мешаали.
1461 року розпочав новий наступ проти Абу Аббаса Ахмада I, підкоривши племена бану-рашид і бану-гавар, а потім міста Мостаганем і Темзагран. Невдовзі йому підкорився Оран. 4 лютого 1462 року захопив Тлемсен. Султан втік до Хабаду. Новим володарем став Абу Абдаллах III. Його загін зумів захопити колишнього султана, якого було відправлено до Гранади. В свою чергу Абу Умар Усман, халіф держави Хафсідів, рушив на Тлемсен. Втім великий снігопад завдав шкоди його війську. Тому він радо погодився на перемовини з делегацією Тлемсену, де було підтверджено зверхність Хафсідів над Заянідами.
1463 року Абу Аббас Ахмад повернувся до Магрибу, де на його бік стали деякі арабські і берберські племена, проте у битві біля Тлемсену в серпні того ж року Абу Абдаллах III переміг Абу Аббаса Ахмада, який загинув.
Невдовзі проти султана повстав родич Мухаммад ібн Абд ар-рахман, який взяв в облогу Тлемсен. В запеклій битві Абу Абдаллаху III вдалося завдати суперникові поразки. Тоді брат Мухаммада — Мухаммад ібн Галіб захопив прикордонне місто Уджда, звідки почав атаки на Тлемсен. Лише 1464 року його вдалося перемогти в горах Бені-Урнід.
1466 року знать Тлемсена влаштувала змову проти султана, запросивши хафсідського володаря Абу Умар Усмана повалити Абу Абдаллаха III. Той погодився, обравши претендентом Абу Джаміля Заяна ібн Абу Маліка. Невдовзі повстали арабські і берберські племена. В свою чергу султан не дав ворогам об'єднатися: спочатку завдав поразки арабам і берберам. Потім став чекати хафсідські війська біля Тлемсену. Невдалі спроби захопити місто змусили Абу Умар Усмана укласти з Абу Абдаллахом III 1467 року мирну угоду, за якою підтверджувалася зверхність Хафсідів над Заянідами. Її було скріплено шлюбом між донькою Абу Абдаллаха III і онуком Абу Умар Усмана.
Решту правління приділяв зміцненню управління та відродженню господарства. Помер 1470 року. Йому спакував син Абу Ташуфін III.